# Holopsis punctipennis
Holopsis punctipennis là một loài bọ cánh cứng trong họ Corylophidae. Loài này được Matthews miêu tả khoa học đầu tiên năm 1899.